# Nicola Quarta
Nicola Quarta (Campi Salentina, 23 de setembro de 1927 - Lecce, 27 de junho de 2020) foi um advogado e político italiano.

## Biografia
Quarta nasceu em Campi Salentina em 23 de setembro de 1927, e mais tarde serviu como seu prefeito por dois mandatos. Ao longo da sua carreira política, Quarta foi afiliado à Democracia Cristã. Foi prefeito até 1970, quando deixou o cargo para se candidatar ao recém-criado conselho regional da Apúlia. Quarta foi presidente da Apúlia entre 1978 e 1983. Posteriormente, ele foi eleito para dois mandatos como membro da Câmara dos Deputados até 1992. Quarta aposentou-se da política em 1995, e morreu em 27 de junho de 2020.